# Thomas J. O’Brien (Politiker)

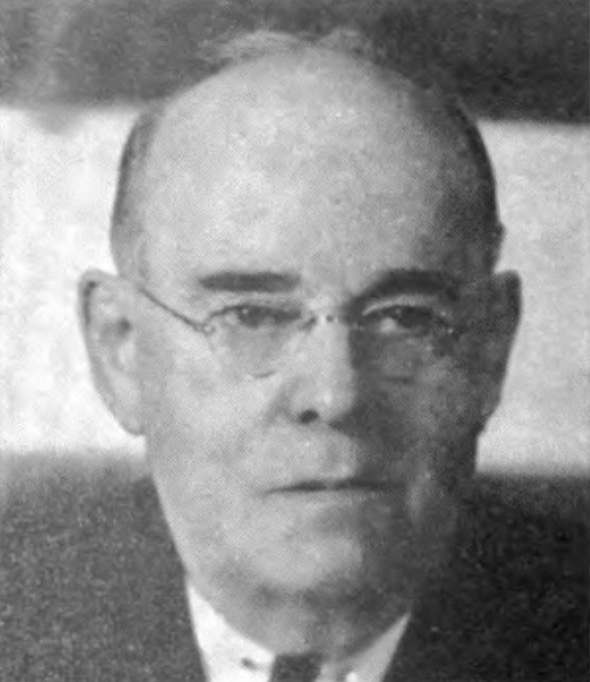
Thomas J. O’Brien

Thomas Joseph O’Brien (* 30. April 1878 in Chicago, Illinois; † 14. April 1964 in Bethesda, Maryland) war ein US-amerikanischer Politiker. Zwischen 1933 und 1939 sowie nochmals von 1943 bis 1964 vertrat er den Bundesstaat Illinois im US-Repräsentantenhaus.

## Werdegang
Thomas O’Brien besuchte die öffentlichen Schulen seiner Heimat. Außerdem belegte er Kurse für Wirtschaftsrecht und Buchhaltung. Von 1913 bis 1924 war er Revisor bei der State Bank. Im Jahr 1918 arbeitete er auch als Buchhalter. Gleichzeitig schlug er als Mitglied der Demokratischen Partei eine politische Laufbahn ein. Zwischen 1907 und 1910 sowie nochmals von 1929 bis 1932 war er Abgeordneter im Repräsentantenhaus von Illinois.
Bei den Kongresswahlen des Jahres 1932 wurde O’Brien im sechsten Wahlbezirk von Illinois in das US-Repräsentantenhaus in Washington, D.C. gewählt, wo er am 4. März 1933 die Nachfolge von James T. Igoe antrat. Nach zwei Wiederwahlen konnte er bis zum 3. Januar 1939 zunächst drei Legislaturperioden im Kongress absolvieren. Während dieser Zeit wurden dort die meisten der New-Deal-Gesetze der Bundesregierung unter Präsident Franklin D. Roosevelt verabschiedet. Im Jahr 1935 wurden erstmals die Bestimmungen des 20. Verfassungszusatzes angewendet, wonach die Legislaturperiode des Kongresses jeweils am 3. Januar endet bzw. beginnt.
Im Jahr 1938 stellte sich Thomas O’Brien nicht zur Wiederwahl. Von 1939 bis 1942 war er Sheriff im Cook County. Bei den Wahlen des Jahres 1942 wurde er erneut im sechsten Distrikt seines Staates in den Kongress gewählt, wo er am 3. Januar 1943 die Nachfolge von A. F. Maciejewski antrat, der vier Jahre zuvor sein Nachfolger geworden war. Nach zehn Wiederwahlen konnte er bis zu seinem Tod am 14. April 1964 im US-Repräsentantenhaus verbleiben. In diese Zeit fielen unter anderem das Ende des Zweiten Weltkrieges, der Beginn des Kalten Krieges, der Koreakrieg und innenpolitisch die Bürgerrechtsbewegung.